# Bäckershof
Bäckershof ist ein Gehöft im Stadtteil Merscheid der bergischen Großstadt Solingen.

## Lage und Beschreibung
Der Ort liegt südlich der Gesenkschmiede Hendrichs am Ende der Straße Bäckershof, die von der Landesstraße 141, der Merscheider Straße, abzweigt, die dort auf einem Höhenrücken verläuft. Bäckershof liegt im Tal am Nordufer des Dahler Bachs, der im Südwesten durch die Hofschaft Dahl fließt und wenig später in den Viehbach mündet. Der Bauernhof besteht aus mehreren landwirtschaftlichen Gebäuden sowie Fachwerk-Wohnhäusern, von denen mehrere unter Denkmalschutz stehen. Die Weideflächen für die Kühe befinden sich im Süden zwischen Scheuren und Dahl. Benachbarte Orte sind bzw. waren (von Nord nach West): Tiefendick, Loch, Höhe, Limminghofen, Scheuren, Waardt, Hübben, Dahl, Merscheid und Bech.

## Etymologie
Der Ortsname ist von dem Familiennamen Bäcker abgeleitet.

## Geschichte
Im Jahre 1715 ist der Ort in der Karte Topographia Ducatus Montani, Blatt Amt Solingen, von Erich Philipp Ploennies noch nicht verzeichnet, wohl aber der Nachbarort Limminghofen mit zwei Hofstellen. Die Topographische Aufnahme der Rheinlande von 1824 verzeichnet den Ort als Baeckershof und die Preußische Uraufnahme von 1844 als Bäckershof. Der Ort gehörte zur Honschaft Barl innerhalb des Amtes Solingen. In der Topographischen Karte des Regierungsbezirks Düsseldorf von 1871 ist der Ort erneut als Backershof verzeichnet.
Nach Gründung der Mairien und späteren Bürgermeistereien Anfang des 19. Jahrhunderts gehörte Bäckershof zur Bürgermeisterei Merscheid, die 1856 zur Stadt erhoben und im Jahre 1891 in Ohligs umbenannt wurde.
1815/16 lebten 59, im Jahr 1830 69 Menschen im als Dorf bezeichneten Wohnplatz Beckershof. 1832 war der Ort weiterhin Teil der Honschaft Barl innerhalb der Bürgermeisterei Merscheid, dort lag er in der Flur V. Merscheid. Der nach der Statistik und Topographie des Regierungsbezirks Düsseldorf als Hofstadt kategorisierte Ort besaß zu dieser Zeit sieben Wohnhäuser und vier landwirtschaftliche Gebäude mit 64 Einwohnern, davon fünf katholischen und 59 evangelischen Bekenntnisses. Die Gemeinde- und Gutbezirksstatistik der Rheinprovinz führt den Ort 1871 mit zwölf Wohnhäusern und 92 Einwohnern auf. Im Gemeindelexikon für die Provinz Rheinland von 1888 werden 16 Wohnhäuser mit 106 Einwohnern angegeben. 1895 besitzt der Ortsteil 15 Wohnhäuser mit 120 Einwohnern.
Mit der Städtevereinigung zu Groß-Solingen im Jahre 1929 wurde Bäckershof ein Ortsteil Solingens. Seit dem Jahre 1984 stehen im Ort die historischen Fachwerkhäuser Bäckershof 18, 20 / 22 sowie 24 unter Denkmalschutz. Seit 1832 wird der Hof, zu dem heute rund 20 Hektar Land gehören, durch die Familie Bruchhaus bewirtschaftet, seit mehreren Jahren als Bio-Bauernhof. Im Jahre 2019 wurden 20 Milchkühe gehalten, deren Milch im eigenen Hofladen verkauft wird.

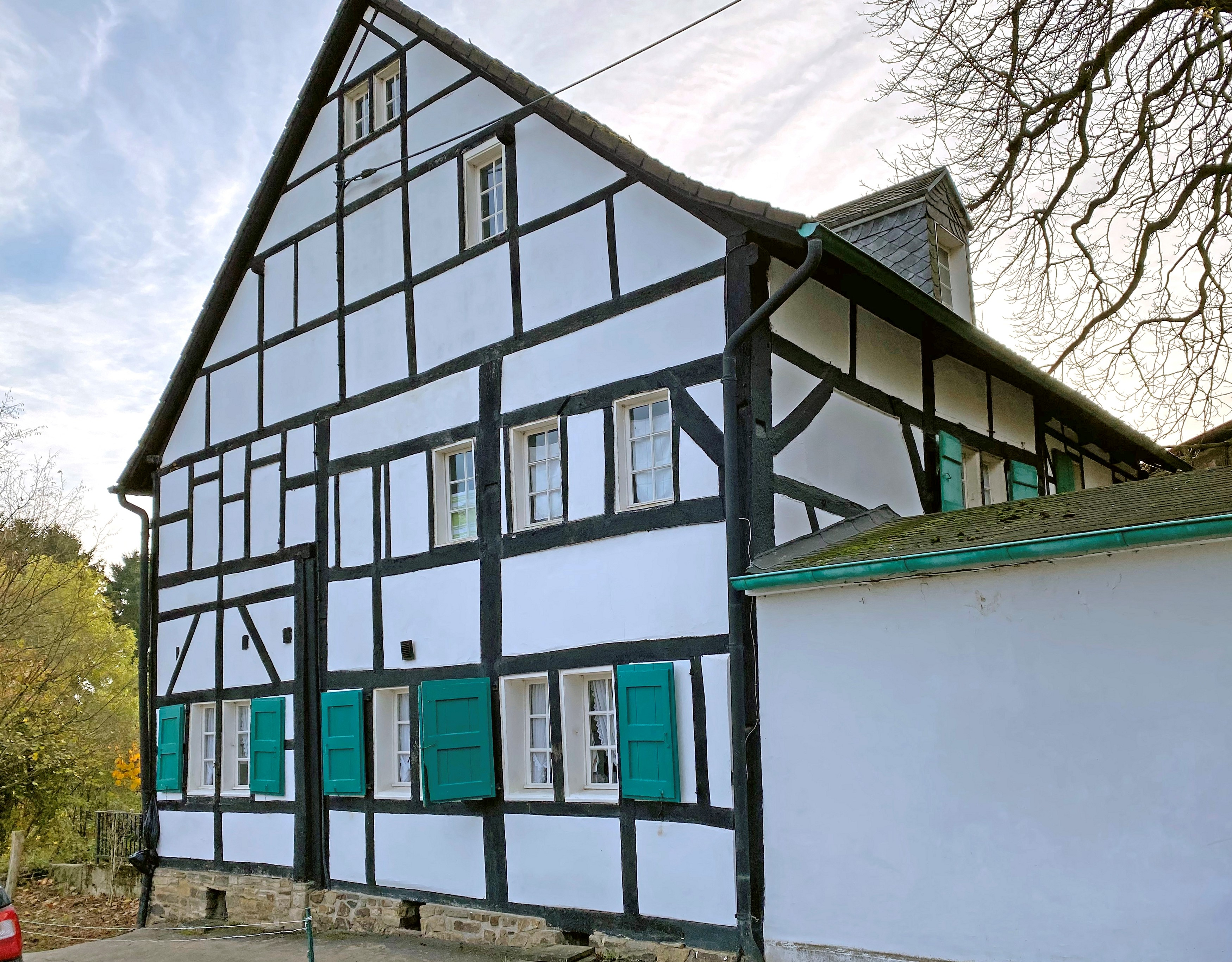
Bäckershof 24
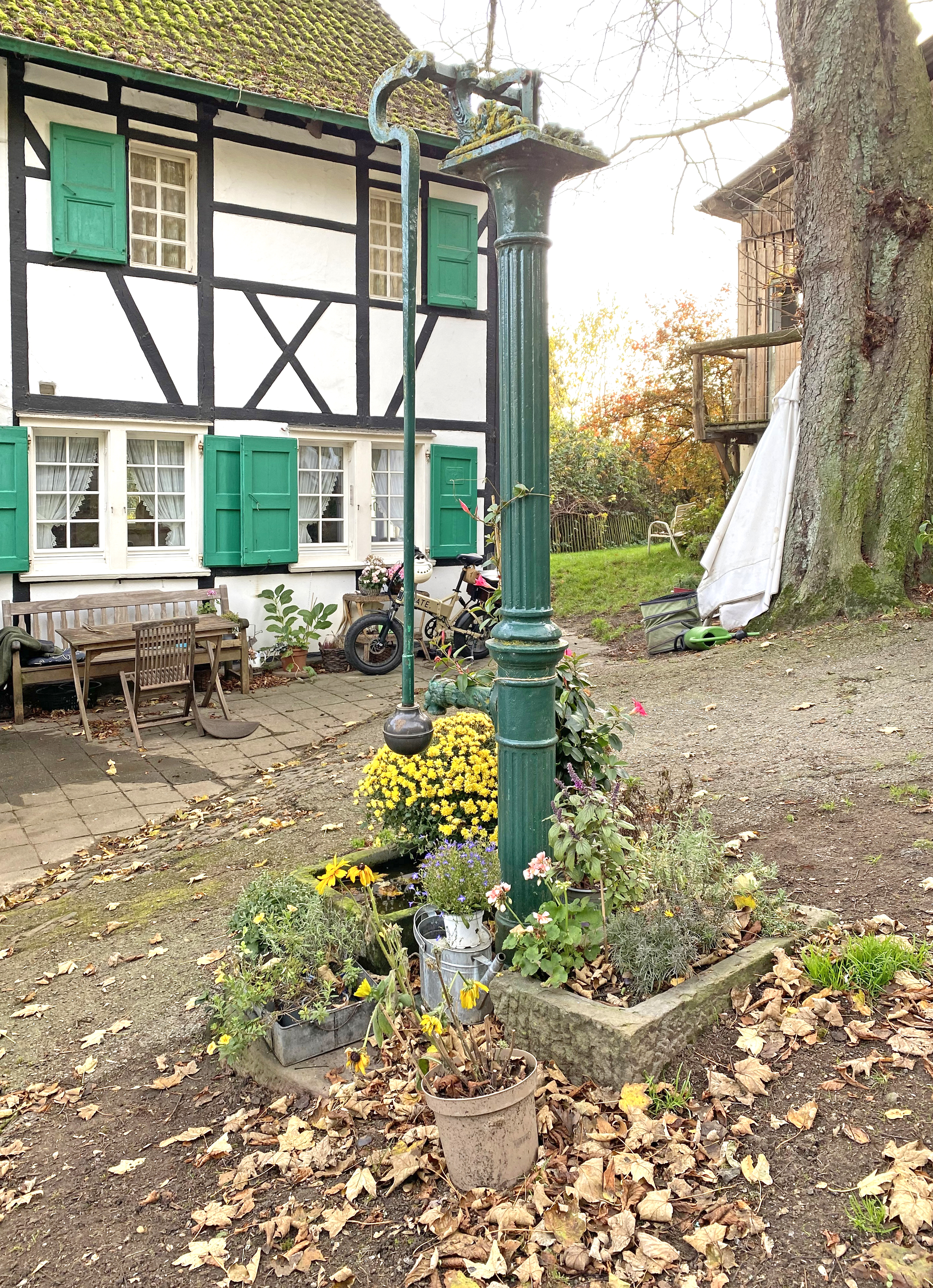
zugeh. Schwengelpumpe
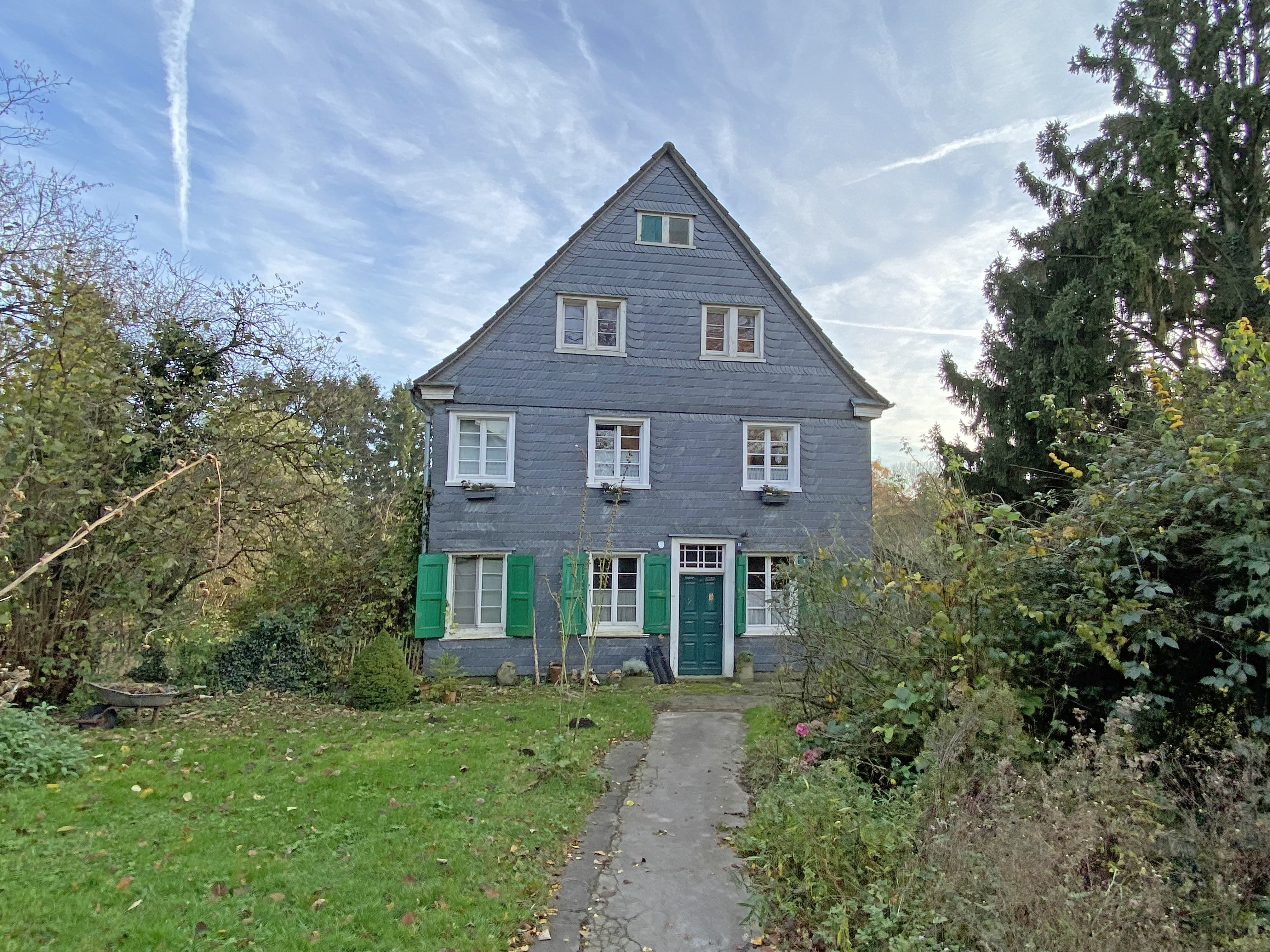
Bäckershof 18
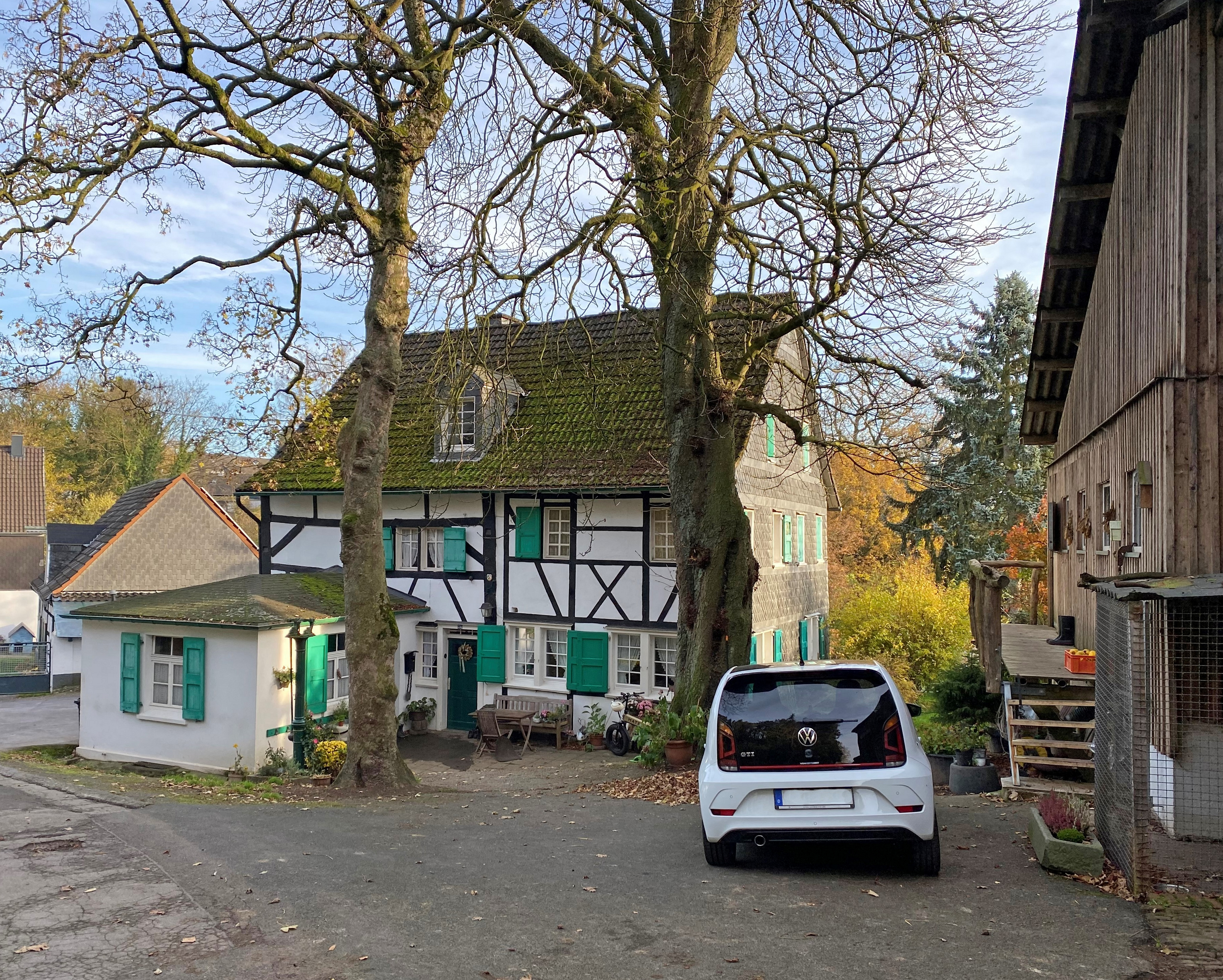
Bäckershof 24 / Stallung (rechts)